# Álex, Jorge y Lena
Álex, Jorge y Lena fue un supergrupo multinacional de pop latino formado por el cantante español Álex Ubago, el colombiano Jorge Villamizar, exvocalista de Bacilos, y la cantante cubana Lena Burke. Este proyecto surgió a mediados de 2006 pero se formó en 2010; para septiembre de 2010 fue lanzado al mercado por Warner Music un disco homónimo. 
El éxito de este disco los hizo acreedores del Latin Grammy al Mejor Álbum Pop Vocal Dúo o Grupo en 2011.

## Historia
Jorge Villamizar y Álex Ubago se conocieron en 2004, en Chile. El éxito en sus respectivas carreras los llevó a presentarse en el Festival Internacional de la Canción de Viña del Mar; Jorge con su grupo Bacilos en 2007 y Álex promoviendo su segundo disco en 2004. En seguida hubo conexión entre los dos artistas.
Jorge y Lena Burke se conocieron al año siguiente en Miami, ciudad donde ambos residen. Lena estaba entonces en plena promoción de su álbum debut, mientras que Jorge preparaba el último disco que grabaría con Bacilos (2006). Un año más tarde, en el 2006, Álex, en una visita de promoción conoce a Lena. Y sin saberlo en ese entonces, la semilla de este proyecto estaba sembrada.[cita requerida] A partir de entonces los tres mantuvieron contacto.[cita requerida]
Jorge Villamizar buscando nuevos retos creativos y personales, decide emprender un viaje por motocicleta a Estados Unidos en 2009 tras concluir la promoción de su álbum solista. El quería emprender ese viaje a lado de un amigo, así que decidió llamar por teléfono e invitar a Álex para que hicieran ese viaje juntos, en ese entonces Álex tenía su agenda muy ocupada lo que no le permitió hacer el viaje con Jorge, así que compartieron la travesía enviando correos electrónicos y mensajes.
Por otro lado, como anteriormente fue mencionado, Jorge y Lena empezaban a componer canciones juntos, hacer fusiones de géneros y nuevas colaboraciones, decidieron ambos en invitar a Álex porque lo consideraban un artista completo y al cual admiraban mucho por su repertorio musical, así que no lo dudaron porque entre los tres ya existía una buena amistad y química profesional.
Los cantantes decidieron dar el siguiente paso y fueron a su discográfica Warner Music para presentarles el proyecto que habían conformado los tres, a quienes acogieron con gran entusiasmo y comenzaron a grabar.
El proyecto de trabajar juntos solo es paralelo a sus carreras en solitario y cuanto terminen la gira grabarán por separado.

## Álbum
Las agendas de los tres permitieron que este proyecto fuera instantáneo, así que decidieron empezar a grabar dicho proyecto, tanto forma individual como reunidos. Lena y Jorge grabaron parte del disco en Miami, Álex y Jorge grabaron en San Sebastián, España.
Fue lanzado al mercado por Warner Music el 21 de septiembre de 2010, asimismo presentando su primer sencillo «Estar contigo», el cual se convirtió en el número 1 en Argentina y en el Top 10 en México.
En marzo de 2012 sale a la venta una edición especial de dicho material discográfico en donde se perfilan canciones nuevas como «Eso eres tú» y «Vida pasada», además de incluir versiones diferentes de los sencillos «Estar contigo» y «Si ya no tengo tu corazón».

## Discografía
- 2010: Alex, Jorge y Lena

## Videografía
| Año  | Vídeo musical               | Álbum              | Descripción                                       |
| ---- | --------------------------- | ------------------ | ------------------------------------------------- |
| 2010 | «Estar contigo»             | Alex, Jorge y Lena | - Estreno: 10 de agosto de 2010 - Duración: 04:22 |
| 2010 | «La canción del pescado»    | Alex, Jorge y Lena | - Estreno: 5 de abril de 2011 - Duración: 03:44   |
| 2010 | «Si ya no tengo tu corazón» | Alex, Jorge y Lena | - Estreno: 12 de julio de 2011 - Duración: 04:09  |
| 2010 | «Las cosas que me encantan» | Alex, Jorge y Lena | - Estreno: 12 de julio de 2011 - Duración: 04:14  |

## Premios y nominaciones
El trío recibió una nominación para el artista de la brecha en los premios de Lo Nuestro en 2011, Que perdió ante Jencarlos Canela. En la entrega de premios, Álex, Jorge y Lena realizaron «Estar contigo». El 14 de septiembre de 2011, Álex, Jorge y Lena recibió dos nominaciones al Grammy Latino, por Álbum del Año y Mejor Álbum Pop por un Duo o Grupo con Vocales por su lanzamiento en el 2010, con una nominación adicional para Áureo Baqueiro como Productor del Año para su trabajo en el álbum.
| Premio              | Fecha de ceremonia      | Categoría                                   | Destinatarios y nominados | Resultados |
| ------------------- | ----------------------- | ------------------------------------------- | ------------------------- | ---------- |
| Premios Lo Nuestro  | 17 de febrero de 2011   | Nuevo artista                               | Álex, Jorge y Lena        | Nominados  |
| Latin Grammy Awards | 10 de noviembre de 2011 | Premio Grammy latino al mejor álbum del año | Álex, Jorge y Lena        | Nominados  |
| Latin Grammy Awards | 10 de noviembre de 2011 | Mejor álbum de pop vocal por un dúo o grupo | Álex, Jorge y Lena        | Ganador    |
| Premios Lo Nuestro  | Premio Lo Nuestro 2012  | Grupo Pop o dúo del año                     | Álex, Jorge y Lena        | Nominados  |
| Premios Oye!        | Febrero de 2012         | Nuevo artista                               | Álex, Jorge y Lena        | Nominados  |